# 埃默河谷

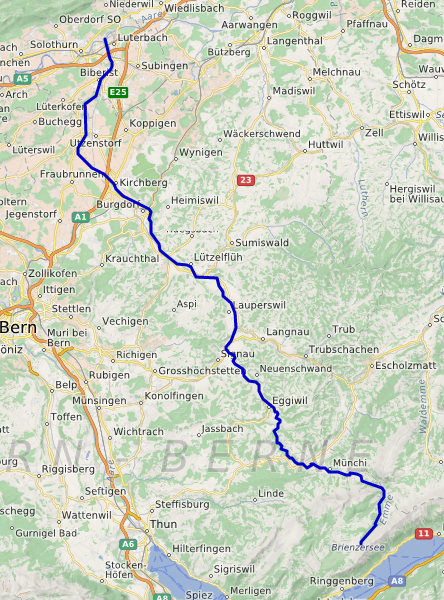
埃默河流域图

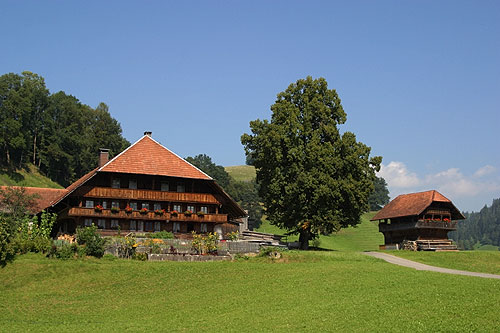
埃默河谷地区的一座农舍

埃默河谷（德語：Emmental，發音：[ˈɛməntaːl] ⓘ）是瑞士中西部的丘陵地带，由埃默河和伊爾菲斯河的流域组成，行政上属于伯恩州，主要城镇有布格多夫、基希贝格和朗瑙。该地区经济以农业为主，尤其是乳畜业，是同名奶酪的原产地。